# Beica de Jos
Beica de Jos é uma comuna romena localizada no distrito de Mureș, na região histórica da Transilvânia. A comuna possui uma área de 45.69 km² e sua população era de 2237 habitantes segundo o censo de 2007.